# Raymond Deiss
Pour les articles homonymes, voir Deiss.
Raymond Deiss, né à Paris le 20 juin 1893 et mort à Cologne (Allemagne) le 25 août 1943, est un imprimeur et éditeur de musique français, résistant de la première heure.
Connu à Paris avant guerre pour ne publier que la musique qu'il aime, Raymond Deiss édite Scaramouche de son ami Darius Milhaud et le Concerto pour orgue de Poulenc.
En octobre 1940, Deiss rédige et tire sur sa presse une feuille d'information qu'il baptise Pantagruel, l'un des premiers journaux clandestins français. Il publie 16 numéros avant d'être arrêté. Avec 45 militants de l'Armée des Volontaires, il est déporté à Trèves, le 9 octobre 1942, en vertu du décret Nacht und Nebel.
Le 27 mai 1943, avec 6 membres de l'Armée des Volontaires, Deiss est condamné à mort par le 2e sénat du Volksgerichtshof et transféré à Rheinbach.
Deiss est décapité à la prison de Cologne. Avec lui sont exécutés Charles Dommergue, André Lalanne-Picard, Philippe Bonny, Marcel Lepape, Raymond Cousin et Maxime Belleville.
Le 9 décembre 1954, une plaque commémorative est apposée au n°5 de la rue Rouget-de-L'Isle à Paris, où fut fondé le « premier journal libre de la France occupée Pantagruel ».

## Sources
- Henri Michel, Paris résistant, Albin Michel, 2013, 360 p. (ISBN 2226214038 et 9782226214034).
- Henri Noguères, Histoire de la Résistance en France